# Juliette Courbet
Pour les articles homonymes, voir Courbet.
Juliette Courbet est une personnalité française du monde de l'art née le 14 décembre 1831 à Ornans et morte le 13 mars 1915 dans cette même localité du Doubs. Jeune sœur du peintre Gustave Courbet, elle est dans son enfance son sujet favori. Après sa disparition en 1877, elle est par ailleurs sa seule héritière. Elle devient alors la principale promotrice de sa peinture, en faisant entrer de nombreux tableaux dans des collections publiques et en tentant même d'établir un musée dédié dans son ancien atelier, l'atelier Courbet.

## Portraits

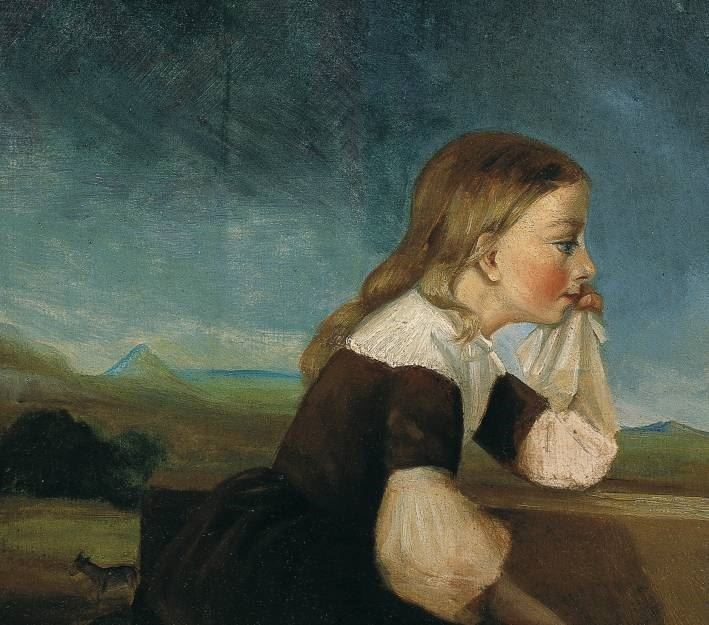
Gustave Courbet, Juliette Courbet, 1839 – Musée Von-der-Heydt, Wuppertal.
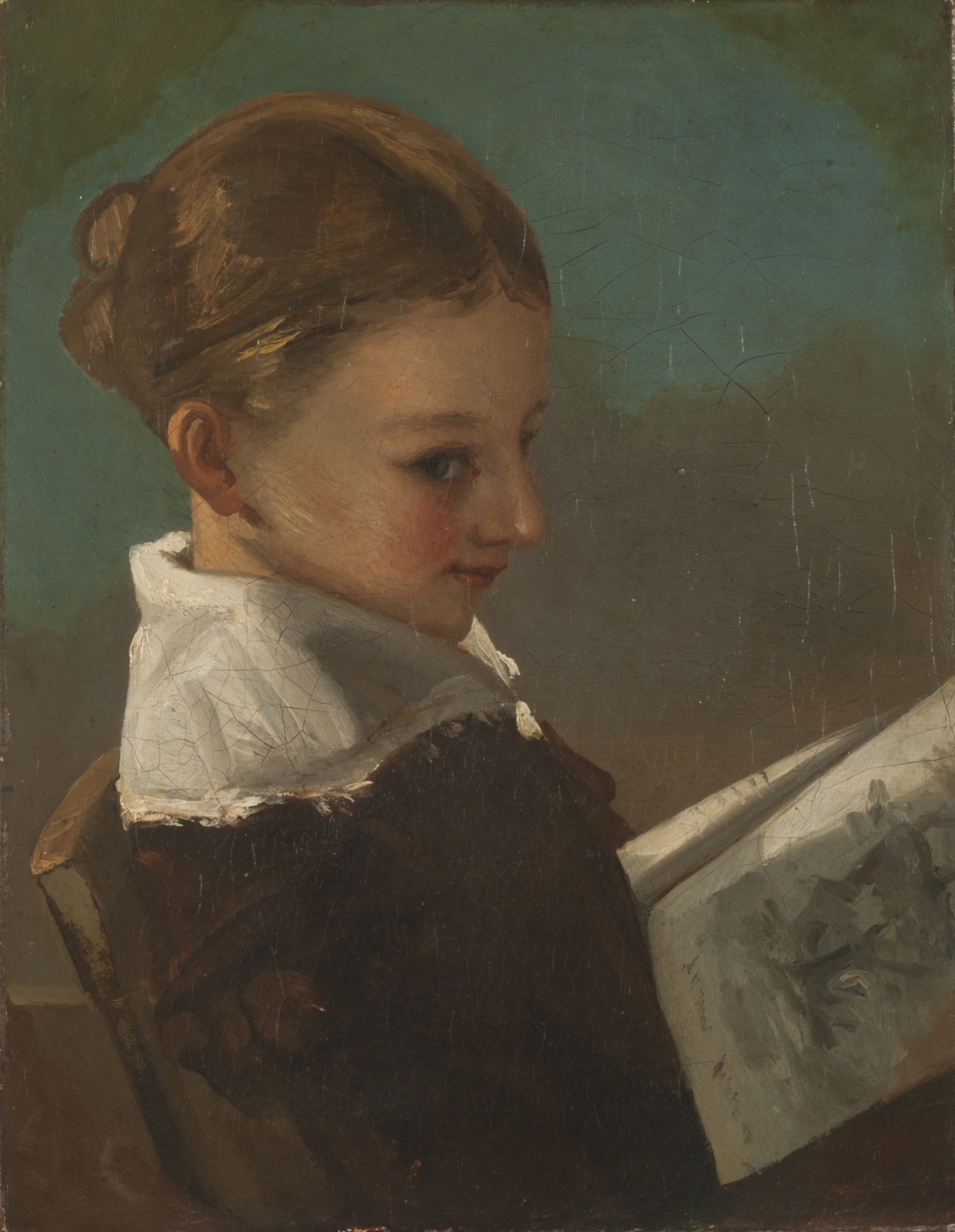
Gustave Courbet, Juliette Courbet âgée de dix ans, vers 1841 – Musée national des Beaux-Arts, Buenos Aires.
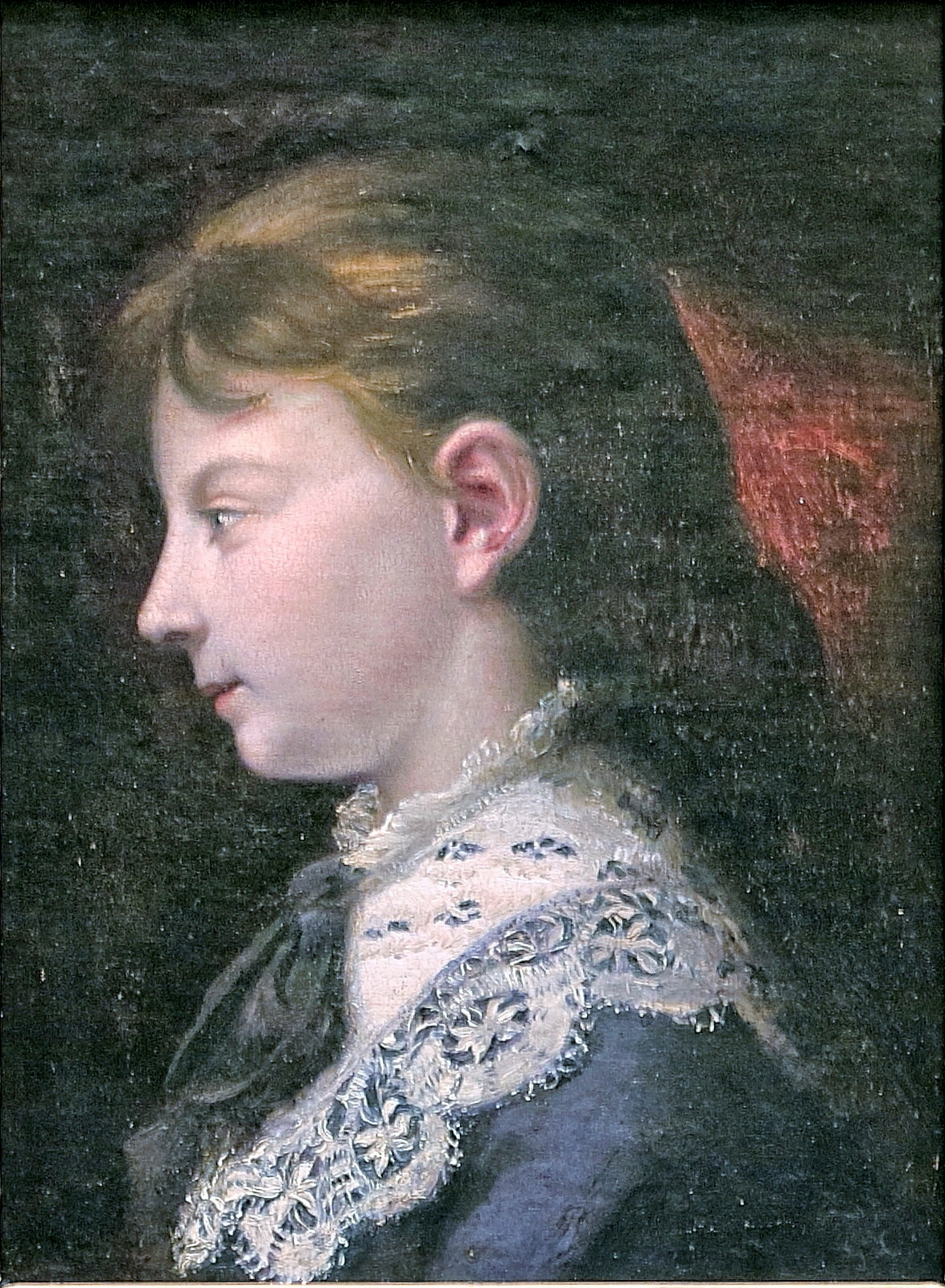
Gustave Courbet, Portrait de Juliette, 1842 – Musée Courbet, Ornans.